# Eslovenia en los Juegos Olímpicos de Atenas 2004
Eslovenia estuvo representada en los Juegos Olímpicos de Atenas 2004 por un total de 79 deportistas que compitieron en 10 deportes.  
El portador de la bandera en la ceremonia de apertura fue el jugador de balonmano Beno Lapajne.

## Medallistas
El equipo olímpico esloveno obtuvo las siguientes medallas:
| Nombre              | Deporte   | Competición         |
| ------------------- | --------- | ------------------- |
| Oro                 |           |                     |
| —                   |           |                     |
| Plata               |           |                     |
| Iztok Čop Luka Špik | Remo      | Doble scull (M2x) M |
| Bronce              |           |                     |
| Jolanda Čeplak      | Atletismo | 800 m               |
| Urška Žolnir        | Judo      | –63 kg F            |
| Vasilij Žbogar      | Tiro      | Laser M             |